# БТР-80
Бронетранспортер БТР-80 — бойова колісна плавуча машина, що має озброєння, броньовий захист та високу рухомість. Бронетранспортер призначений для застосування у мотострілецьких підрозділах сухопутних військ, крім того, використовується у підрозділах морської піхоти України.

## Опис

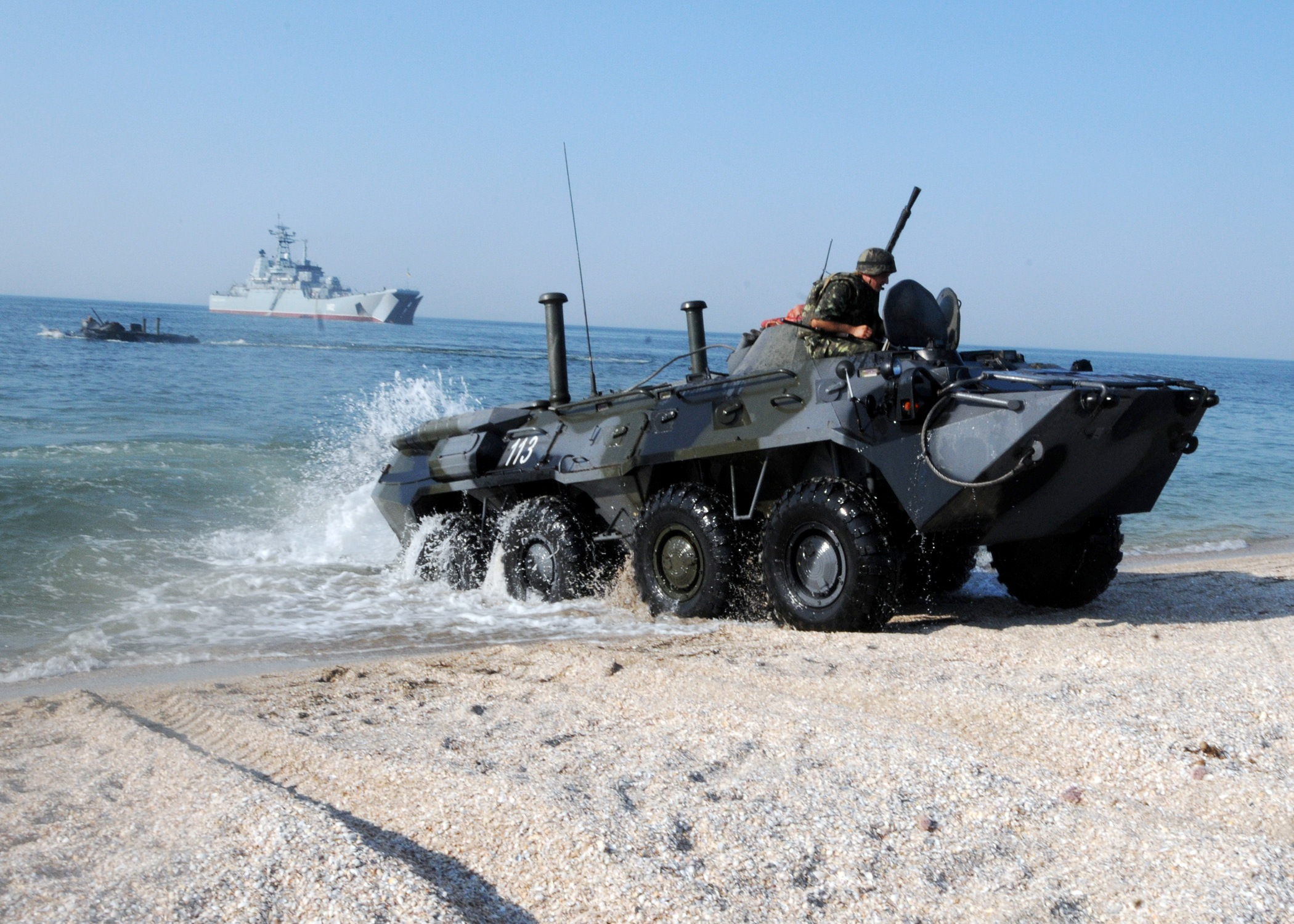
Український БТР-80 під час висадки морської піхоти

БТР-80 має компонування з розташуванням відділення управління у лобовій, суміщеного десантного та бойового — у середній, а моторно-трансмісійного — у кормовій частині машини. Бронетранспортер БТР-80 обладнаний десятьма посадковими місцями для розміщення відділення у складі командира відділення (машини), механіка-водія, навідника і семи мотострільців. У башті бронетранспортера розміщується озброєння, що складається з двох кулеметів: 14,5-мм КПВТ і 7,62-мм ПКТ.
Бронетранспортер — чотиривісна, восьмиколісна машина зі всіма ведучими колесами, здатна пересуватися за танками, долати спрожогу окопи, траншеї і водні перешкоди.
БТР-80 обладнаний системою запуску димових гранат для постановки димових завіс з метою маскування.

## Історія
Основним бронетранспортером СРСР до початку 1980-х років став запущений в серійне виробництво у 1976 році БТР-70. Досвід їх експлуатації вже незабаром показав, що, попри чималі поліпшення у порівнянні з більш раннім БТР-60, більшість основних недоліків попередника перейшли до нього майже без змін. Одним з них була порівняно складна і ненадійна конструкція силової установки зі спарених карбюраторних двигунів, що відрізнялися до того ж підвищеною витратою палива і рядом інших недоліків у порівнянні з дизельним двигуном. Не менш серйозною проблемою залишалася незадовільна висадка і посадка десанту та екіпажу, лише не набагато покращилися у порівнянні з БТР-60. Незадовільною, як показала Афганська війна, залишалася і захищеність машини. До всього цього на БТР-70 додалися проблеми з водометним рушієм нової конструкції, який на плаву часто забивався водоростями, торф'яною рідиною і тому подібними предметами.
Для виправлення цих недоліків, в конструкторському бюро Горьківського автозаводу під керівництвом І. Мухіна і Є. Мурашкіна на початку 1980-х років був спроєктований бронетранспортер ГАЗ-5903. При збереженні незмінного компонування БТР-70, нова машина відрізнялася від неї цілим рядом змін. Замість спарки карбюраторних двигунів був встановлений один дизельний двигун більшої потужності, для посадки та висадки екіпажу були введені великі двостулкові люки в бортах корпусу. Сам корпус став на 115 мм вищим і довшим, і на 100 мм ширшим, хоча загальна висота машини зросла лише на 30 мм. Подальший розвиток отримало прагнення забезпечити екіпажу можливість ведення вогню під захистом броні, для чого стрілецькі порти в бортах корпусу були замінені кульовими установками, розгорнутими в бік передньої півсфери. Бронювання бронетранспортера було посилено лише незначно, але навіть при цьому маса ГАЗ-5903 зросла на 18% у порівнянні з БТР-70, з 11,5 до 13,6 тонни, хоча рухливість машини в цілому залишилася незмінною, а запас ходу тільки збільшився. Після успішних державних випробувань, ГАЗ-5903 був в 1986 році прийнятий на озброєння радянської армії під позначенням БТР-80.

## Характеристики
- Маса,13,6 т
- колісна формула 8х8
- Довжина, 7650 мм
- Ширина, 2900 мм
- Висота, 2350 мм
- Дорожній просвіт, 475 мм
- Потужність двигуна, 260 к.с.
- Максимальна швидкість, 90 км / год, на суші / 9,5км / год на плаву
- Запас ходу, 600км
- Екіпаж, 3 чол.
- Десант, 7 чол.
- Озброєння: 14,5-мм кулемет КПВТ, 7,62-мм кулемет ПКТ
- Боєкомплект: 500 патронів 14,5 мм, 2000 патронів калібру 7,62 мм

## Модифікації

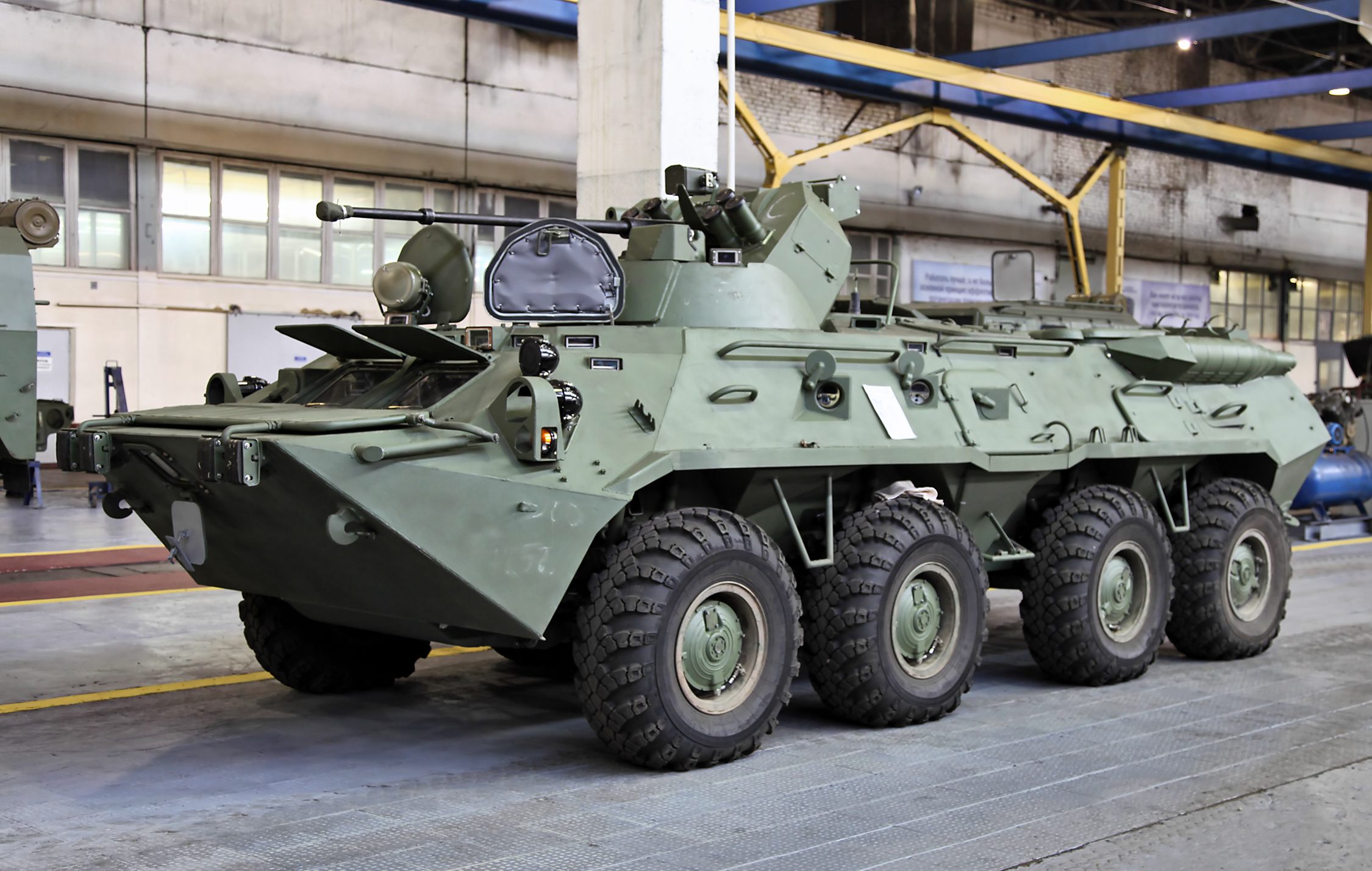
БТР-82А

- БТР-80 — базова модифікація з озброєнням з 14,5-мм кулеметом КПВТ і 7,62-мм ПКТ.
- БТР-80К — командирський варіант БТР-80, зі збереженням озброєння і додатковим зв'язковим і штабним обладнанням.
- БТР-80А — модифікація з озброєнням з 30-мм автоматичною гарматою 2А72 і 7,62-мм кулеметом ПКТ, встановлених в новій вежі лафетним компонування. Багатьма фахівцями класифікується як колісна бойова машина піхоти.
- БТР-80С — варіант БТР-80А для внутрішніх військ, оснащений 14,5-мм кулеметом КПВТ і 7,62-мм ПКТ у вежі лафетного компонування.
- БТР-80М — варіант БТР-80А з двигуном ЯМЗ-238 (240 к.с.) і шинами КИ-126 зі збільшеною кулестійкістю. Відрізняється від своїх попередників збільшеною довжиною корпусу.
- БТР-82, БТР-82А — модифікація з двигуном потужністю 300 к.с., з встановленим 14,5-мм кулеметом КПВТ (БТР-82) або скорострільною 30-мм гарматою 2A72 (БТР-82А) спареними з 7,62-мм кулеметом ПКТМ, електроприводом і цифровим двоплощинним стабілізатором озброєння, комбінованим вседобовим прицілом навідника ТКН-4га зі стабілізованим полем зору і каналом управління дистанційним підривом снаряда. Підвищено живучість, прохідність, надійність і ресурс експлуатації. Встановлені також антіосколочний захист і кондиціонер. За словами експертів, коефіцієнт бойової ефективності БТР-82 і БТР-82А зріс вдвічі у порівнянні з БТР-80 і БТР-80А відповідно. Дослідні зразки БТР-82 і БТР-82А були зібрані в грудні 2009 року на Арзамаському машинобудівному заводі (АМЗ). Випробування машин пройшли взимку 2010 рику, після чого вони були прийняті на озброєння. У 2011 році на БТР-82А були переозброєні деякі частини Південного військового округу. До 2013 року заплановано постачання 100 БТР-82 в Казахстан. Після вдалих випробувань БТР-82 прийнятий на озброєння РА у 2013 році наказом міністра оборони Шойгу.
- БТР-82А1 (БТР-88) — модернізований БТР-82 з дистанційно-керованим модулем озброєння (ДКМО), що включає скорострільну 30-мм гармату зі спареними з 7,62-мм кулеметом ПКТМ. Також передбачається установка протипіхотного гранатомета і 6 аерозольних (димових) гранат. Модель вперше продемонстрована 29 травня 2014 року.[16]
- БТР-82АМ — модернізований БТР-80, до рівня БТР-82А. Модернізація проводиться в ході капітального ремонту на ремонтних підприємствах.

Українські версії
- БТР-80УП — українська модернізація БТР-80, розроблена для Іраку. Посилено захист, встановлено новий дизельний двигун Д-80 потужністю 300 к.с., нові шини та нові електричні та пневматичні системи, знята водометна установка. Також на його базі розроблено ряд спеціальних модифікацій:
  - БТР-80УП-КР — КП командира роти
  - БТР-80УП-КБ — КП командира батальйону
  - БТР-80УП-С — командно-штабна машина
  - БТР-80УП-М — санітарна машина
  - БТР-80УП-Р — розвідувальна машина
  - БТР-80УП-БРЕМ — броньована ремонтно-евакуаційна машина
  - БТР-80УП-Т — транспортна машина
  - БТР-80-КБА-2 — українська модернізація БТР-80, з 30-мм гарматою КБА-2 замість 14,5-мм кулемета
- ASGLA («ASRAD-IGLA») — зенітно-ракетний комплекс ближнього радіуса дії, розроблений європейською компанією MBDA за участю української фірми «Арсенал». Являє собою варіант німецького зенітно-ракетного комплексу ASRAD (який використовує для стрільби ракети «Ігла») на базі БТР-80, раніше перебували на озброєнні армії НДР.
- БТР-80 «Джокер» — модернізований в 2014 році силами Національної Гвардії України бронетранспортер на який встановили протикомулятивні екрани та чотири станкових протитанкових гранатометів СПГ-9М[17]

Угорські версії
В Угорщині підприємством CURRUS на базі БТР-80 було розроблено ціле сімейство спеціальних машин з установкою різного додаткового обладнання, з урахуванням вимог НАТО:
- BTR-80 SKJ — медична машина
- BTR-80 VSF — машина радіо-біо-хімічної розвідки
- BTR-80 MVJ — ремонтно-евакуаційна машина
- BTR-80 MPAEJ — машина техобслуговування і ремонту
- BTR-80 MPFJ — інженерна машина

## Машини на базі БТР-80
- 1В152 - уніфікований командно-спостережний пункт КСАУ 1В126 «Капусняк-Б»
- 2С23 "Нона-СВК" - 120-мм самохідна артилерійська гармата
- БРВМ-К - броньована ремонтно-відновлювальна машина
- БРДМ-3 - броньована розвідувально-дозорна машина
- БРЕМ-К - броньована ремонтно-евакуаційна машина
- ГАЗ-59037 - цивільний позашляховик
- БПДМ "Тайфун" - бойова протидиверсійна машина, створена в 1990-і роки на базі БТР-80
- БПДМ "Тайфун-М» - бойова протидиверсійна машина, створена у 2007-2012 роках на базі БТР-82
- ГАЗ-59402 "Пурга" - броньована пожежна машина на комбінованому залізничному та пневмоколісному ходу
- УНШ (К1Ш1) - уніфіковане шасі для створення спеціальних колісних машин, призначених для монтажу апаратури зв'язку, засобів розвідки, медичної допомоги та інших можливих засобів спеціального призначення. Зовні відрізняється збільшеною висотою середній частині корпусу і додатково змонтованими люками. Виготовляється у двох варіантах: УНШ-10 - з ковпаком і УНШ-12 - без ковпака. 
  - БММ-80 - броньована машина для евакуації поранених
  - 9С482М6 - російський рухливий пункт управління підрозділів ППО
  - Р-149БМР "Кушетка-Б" - командно-штабна машина
- РХМ-4 - броньована машина для хімічної та радіаційної розвідки
- РХМ-6 - броньована машина для хімічної та радіаційної розвідки
- РПМ-2 - броньована машина для розвідувально-пошукової діяльності
- ЗС-88 - звукопередавальна станція

## Відео
- БТР 80 [Архівовано 22 жовтня 2016 у Wayback Machine.]
- ВТТВ-Омск-99. Полигон. БТР-80.
- Огляд командно-штабного БТР командира 200 бригади ЗС РФ